# Cưỡi ngựa tại Đại hội Thể thao châu Á 2018
Cưỡi ngựa tại Đại hội Thể thao châu Á 2018 sẽ được tổ chức tại Công viên cưỡi ngựa quốc tế Jakarta, Jakarta, Indonesia từ ngày 20 tháng 8 đến ngày 30 tháng 8 năm 2018.

## Danh sách huy chương
| Nội dung            | Vàng | Bạc | Đồng |
| ------------------- | --- | --- | --- |
| Individual dressage | Jacqueline Siu on JC Fuerst on Tour · Hồng Kông | Qabil Ambak Mahamad Fathil on Rosenstolz · Malaysia | Kim Hyeok on Degas K · Hàn Quốc |
| Team dressage       | Nhật Bản · Takahashi Masanao · Terui Shunsuke · Sado Kazuki · Kuroki Akane                                                                                  | Hàn Quốc · Kim Chun-pil · Nam Dong-heon · Kim Kyun-sub · Kim Hyeok                                                                                      | Thái Lan · Arinadtha Chavatanont · Apisada Bannagijsophon · Chalermcharn Yotviriyapanit · Pakjira Thongpakdi                                      |
| Individual eventing | Oiwa Yoshiaki on Bart L Jra · Nhật Bản | Fouaad Mirza on Seigneur Medicott · Ấn Độ | Hoa Thiên on PSH Convivial · Trung Quốc |
| Team eventing       | Nhật Bản · Yumira Takayuki on Poachers Hope · Hiragana Kenta on Delago · Kitajima Ryuzo on Koko Doro · Oiwa Yoshiaki on Bart L Jra                          | Ấn Độ · Rakesh Kumar on Veni Vidi Vici · Ashish Malik on Frimeur du Record Ch · Jitender Singh on Dalakani du Routy · Fouaad Mirza on Seigneur Medicott | Thái Lan · Arinadtha Chavatanont on Boleybawn Prince · Preecha Khunjan on Snowrunner · Korntawat Samran on Aph Sparky                             |
| Individual jumping  | Ali al-Khorafi on Cheril · Kuwait | Sheikh Ali al-Thani on Sirocco · Qatar | Ramzy al-Duhami on Ted · Ả Rập Xê Út |
| Team jumping        | Ả Rập Xê Út · Ramzy al-Duhami on Ted · Khaled al-Mobty on Desert Storm II · Khaled al-Eid on Kayenne of de Rocky Mounten · Abdullah al-Sharbatly on Carrera | Nhật Bản · Sugitani Taizo on Heroine de Muze · Ogomori Shota on Sig Iron Man · Fukushima Daisuke on Cornet 36 · Masui Toshiki on Carthagena 6           | Qatar · Sheikh Ali al-Thani on Sirocco · Bassem Hassan Mohammed on Argelith Squid · Hamad al-Attiyah on Clinton · Salmen al-Suwaidi on Cantaro 32 |

## Bảng huy chương
| 1         | Nhật Bản    | 3 | 1 | 0 | 4  |
| 2         | Ả Rập Xê Út | 1 | 0 | 1 | 2  |
| 3         | Hồng Kông   | 1 | 0 | 0 | 1  |
| 3         | Kuwait      | 1 | 0 | 0 | 1  |
| 5         | Ấn Độ       | 0 | 2 | 0 | 2  |
| 6         | Hàn Quốc    | 0 | 1 | 1 | 2  |
| 7         | Qatar       | 0 | 1 | 0 | 1  |
| 8         | Malaysia    | 0 | 1 | 0 | 1  |
| 9         | Thái Lan    | 0 | 0 | 2 | 2  |
| 10        | Trung Quốc  | 0 | 0 | 1 | 1  |
| 10        | Qatar       | 0 | 0 | 1 | 1  |
| Tổng cộng | Tổng cộng   | 6 | 6 | 6 | 18 |